# Pešter
Pešter je krasová náhorní plošina na jihozápadě Srbska. Leží na území obcí Sjenica, Novi Pazar a Tutin ve Zlatiborském okruhu. Žijí zde Bosňáci, Srbové a Albánci. Oblast je řídce osídlená, obyvatelé se zabývají pastevectvím ovcí a těžbou rašeliny.
Plošina má nadmořskou výšku okolo 1150 metrů, nejvyšším bodem je Kuljarski vrh (1492 m n. m.). Oblast dostala název podle množství jeskyní, nachází se zde také ponorná řeka Boroštica. K rekreaci a rybolovu je využíváno Sjenické jezero. Rovina Peštersko polje je chráněným územím podle Ramsarské úmluvy. Žije zde rybák černý, rákosník ostřicový a chřástal polní.
Oblast se vyznačuje tuhými zimami a je nazývána „balkánský Tibet“. Ve vesnici Karajukića Bunari byla 13. ledna 1985 naměřena historicky nejnižší teplota na srbském území –39,5 °C.